# Kia K8
La Kia K8 est une grande berline du constructeur automobile Sud-coréen Kia produite depuis 2021.

## 1ère génération (GL3)

### K8 (avril 2021 ~ présent)
Après le dévoilement du design extérieur le 17 février 2021, la précommande a commencé le 23 mars et 18015 unités ont été enregistrées le premier jour. Le 8 avril 2021, elle a été officiellement mis en vente avec l'annonce du lancement en ligne.
La K8 présentait un design extérieur dynamique et élégant reflétant la philosophie de conception «Opport United». La partie avant avait un design innovant appliquant un nouveau logo et une calandre de radiateur intégrée au pare-chocs. Le Star Cloud Lighting, qui fonctionne comme un feu diurne et un clignotant, applique une fonction d'éclairage d'accueil dynamique qui allume 10 lampes de manière aléatoire lorsque la porte de la voiture est déverrouillée. Sur le côté, la ceinture de caisse profilée s'harmonise avec le volume de la carrosserie, lui donnant une sensation élégante et dynamique. De plus, des proportions dynamiques ont été réalisées grâce à un long capot, un porte-à-faux avant court et une ligne de toit qui s'étend depuis l'arrière de la deuxième rangée jusqu'au bout du coffre. La partie arrière est équipée de feux arrière gauche et droit et d'un groupe de feux arrière qui les relie, et le becquet arrière, l'emblème Kia et le logo K8 sont placés de manière concise sur la ligne de toit et donnent une forte impression. L'espace intérieur a été conçu en s'inspirant du salon de première classe d'un avion. L'écran panoramique incurvé et l'affichage tête haute de 12 pouces créent un espace centré sur le conducteur, et le système de commande de l'infodivertissement/climatisation de conception intuitive réalise une image innovante. De plus, diverses spécifications de commodité telles que le son Meridian Premium, l'éclairage ambiant lié à la navigation, le siège conducteur Ergo Motion, le siège à commande électrique, le siège avant avec relaxation confortable, l'accoudoir central multifonction et l'appui-tête haut de gamme ont été appliqués. De plus, une transmission intégrale a été ajoutée au moteur essence de 3 500 cm3.
L'acteur Cho Seung-woo a été choisi pour la publicité, mais c'est la première fois depuis plus de deux ans, depuis la «K7 Premier», que Hyundai et Kia Motors présentent des modèles exclusifs. Dans l'industrie, la décision de Kia est considérée comme importante car la K8 est le premier modèle de voiture introduit par Kia après le changement de logo, et on pense que Cho Seung-woo a pris l'initiative d'améliorer l'image de la marque. Concernant le contexte de la sélection de Cho Seung-woo en tant que mannequin, un responsable de Kia a déclaré : "Cho Seung-woo joue non seulement de bons rôles dans divers domaines tels que les films, les comédies musicales et les drames, mais aussi divers rôles tels que les méchants et éclaire toujours le public avec une nouvelle image." Il a déclaré : «J'ai décidé que la façon qu'il jouait était similaire à la direction que prenait la K8, alors j'ai décidé de le sélectionner comme modèle.»

### K8 Hybrid (mai 2021 ~ présent)
Le 4 mai 2021, la K8 Hybrid est mis en vente. Un moteur hybride turbo de 1.6 L a été ajouté au modèle avec moteur essence existant, et les roues avant de 17 pouces sont unique au modèle hybride, l'emblème arrière Hybrid  et le graphique est spécifique au modèle hybride ont été ajoutés pour donner à l'Hybrid une personnalité unique. De plus, elle est équipée de systèmes d'aide à la conduite avancés tels que l'assistance à la conduite sur autoroute de niveau 2, l'assistance anticollision avant et le régulateur de vitesse intelligent.